# Kolowrat-Krakowští-Liebsteinští

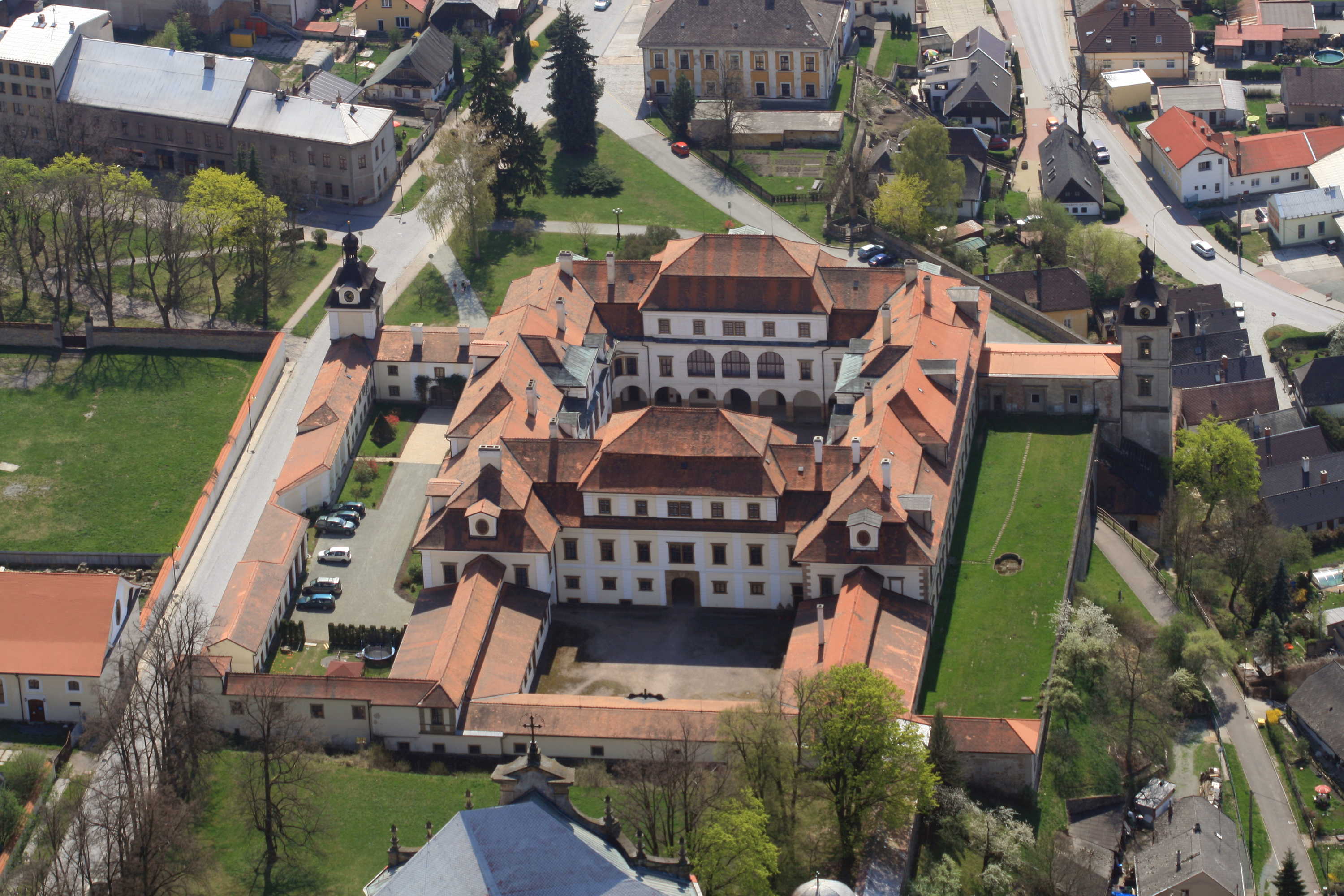
zámek v Rychnově nad Kněžnou

Kolowrat-Krakowští-Liebsteinští (též Kolowrat-Krakowští-Libštejnští) jsou jednou ze dvou větví rodu Kolowrat-Krakowských. Posledním společným předkem obou současných větví rodu byl František Xaver I. Krakowský z Kolowrat (1783–1855), jehož synové – Leopold (1804–1863) a Theodor (1806–1875) jsou prvními představiteli rozdělených linií Kolowrat Krakowských. Potomci Leopolda jsou starší týneckou linií, která v současnosti vlastní pozemky na Tachovsku a několik paláců v Praze spravované akciovou společností Kolowratovy domy. Mladší sekundogeniturní Theodorovu linii přestavují právě Kolowrat-Krakowští-Liebsteinští sídlící na Rychnovsku.

## Historie

### Dědictví rodu Liebsteinských
Když v roce 1861 zemřel bývalý předseda ministerské rady František Antonín II. Libštejnský z Kolowrat – poslední představitel větve Libštejnských z Kolowrat, který neměl potomky, převzal po něm správu zámků v Rychnově nad Kněžnou a Černíkovicích i s okolními pozemky Jan Nepomuk Karel Krakowský z Kolowrat. Když ten zemřel roku 1872, zdědil majetek Theodor Kolowrat-Krakowský, který byl správcem až do své smrti o 3 roky později - roku 1875. Jeho dědicem byl jeho syn Zdenko Kolowrat Krakowský, jehož potomci již používají přízvisko „Libštejnský (Liebsteinský)“.

### Moderní historie
Zámek, velkostatek, zámecký park a přilehlá pole, louky, pastviny, lesy a rybníky v Rychnově nad Kněžnou a Černíkovicích obhospodařovali Kolowraté do 2. světové války, za níž byla na velkostatek, tak jako na většinu statků české šlechty, uvalena německá nucená správa. Po válce přebíral od státu majetek Otmar Kolowrat. Po únoru 1948 byl veškerý majetek, ať už movitý či nemovitý, zestátněn. V roce 1992 byl vrácen zámek v Rychnově nad Kněžnou včetně sbírek (přístupný veřejnosti), zámek v Černíkovicích a pozemky, tj. lesy a zemědělská půda, Kryštofu Jaroslavu Kolowratu Krakowskému, který zde hospodařil do roku 1999, a od tohoto data vlastní velkostatek jeho syn Jan Egon Kolowrat-Krakowský-Liebsteinský. 

## Rodokmen
Následující rodokmen zahrnuje potomky Theodora Kolowrat Krakowského. Tučným písmem jsou zvýrazněni hlavní představitelé rodu.
1. Zdeněk starší Kolowrat Krakowský Liebsteinský (1836–1892)
  1. Bohuslav Kolowrat Krakowský Liebsteinský (1876–1934)
  2. Marie Leontýna Kolowrat Krakowská Liebsteinská (1878–1965)
  3. Hanuš Kolowrat Krakowský Liebsteinský (1879–1955)
    1. Johana Kolowrat Krakowská Liebsteinská (1919–2006)
    2. Kryštof Jaroslav Kolowrat Krakowský Liebsteinský (1927–1999)
      1. Dagmar Kolowrat Krakowská Liebsteinská (1958)
      2. Jan Egon Kolowrat Krakowský Liebsteinský (1958)
        1. Filip Jan Kolowrat Krakowský Liebsteinský (2001)
        2. Sophie Stefanie Andrea Kolowrat Krakowská Liebsteinská (2003)

  4. Zdeněk mladší Kolowrat Krakowský Liebsteinský (1881–1941)
  5. Albig Kolowrat Krakowský Liebsteinský (1884–1956)
  6. Edina Kolowrat Krakowská Liebsteinská (1885–1959)
  7. Norbert Kolowrat Krakowský Liebsteinský (1887–1950)
  8. Vilém Kolowrat Krakowský Liebsteinský (1888–1965)
  9. Egon Kolowrat Krakowský Liebsteinský (1889–1971)
  10. Othmar Kolowrat Krakowský Liebsteinský (1891–1966)
  11. Marie Zdenka Kolowrat Krakowská Liebsteinská (1893–1958)
2. Marie Vilemína Kolowrat Krakowská (1837–1837)
3. Jaroslav Kolowrat Krakowský (1839–1841)
4. František Xaver Kolowrat Krakowský (1851–1926)
5. Georgina Kolowrat Krakowská (1853–1930)
6. Konstantin Kolowrat Krakowský (1854–1895)
7. Vilém Josef Kolowrat Krakowský (1858–1928)

## Významné osobnosti rodu
Zdeněk starší (1836–1892) byl známý historik a autor několika divadelních her. Jeho syn Zdeněk mladší (1881–1941) byl jedním z účastníků první Deklarace české šlechty v září 1938, a stejně jako jeho bratři Hanuš (1879–1955), Egon (1889–1971) a Otmar (1891–1966) byl také signatářem Národnostního prohlášení českých šlechtických rodů v září 1939, kterým se tyto rody postavily za Československo a přihlásily se ke svému češství.
Během německé okupace byla na majetek Kolowrat-Krakowských-Liebsteinských uvalena nucená správa. Po druhé světové válce přešel majetek zpět do vlastnictví rodu, ale v roce 1948 byl zestátněn. Po Sametové revoluci byly Kryštofu Jaroslavu v roce 1992 navráceny zámky v Rychnově nad Kněžnou a Černíkovicích společně s přibližně 5000 ha lesních pozemků v Orlických horách. Současným správcem je Jan Egon.